# Absolutely Free
Absolutely Free (рус. Абсолютно бесплатный) — второй альбом Фрэнка Заппы и группы The Mothers of Invention 1967 года. К моменту записи альбома состав группы был увеличен за счёт клавишника Дона Престона, перкуссиониста Билла Манди, гитариста Джима Филдера и играющего на духовых инструментах Банка Гарднера. Также, как и предыдущий альбом Freak Out! (1966), «Absolutely Free» насыщен сложно построенными музыкальными композициями и политической и социальной сатирой. Альбом поднялся до 41 места в чартах «Pop Albums» журнала Billboard.
Когда альбом вышел впервые, то на каждой из двух сторон пластинки размещался набор песен, составляющий мини-сюиту. В переиздании на компакт-диске между ними был вставлены два бонус-трека с сингла, выпущенного в 1967 году с песнями «Why Dontcha Do Me Right?» и «Big Leg Emma».
По мнению критиков, «практически вся середина альбома „Absolutely Free“ основана на материале из „Весны священной“, „Петрушки“ и „Истории солдата“» русского композитора Игоря Стравинского.

## Список композиций
Автор всех композиций: Фрэнк Заппа
Сюита 1: «Absolutely Free» (1st in a Series of Underground Oratorios)
1. Plastic People — 3:42
2. The Duke of Prunes — 2:13
3. Amnesia Vivace — 1:01
4. The Duke Regains His Chops — 1:52
5. Call Any Vegetable — 2:15
6. Invocation and Ritual Dance of the Young Pumpkin — 7:00
7. Soft-Sell Conclusion — 1:40

Два трека с сингла 1967 года (бонус-треки переиздания на CD, 1995, Rykodisc):
1. Big Leg Emma — 2:31
2. Why Don’tcha Do Me Right? — 2:37

Сюита 2: «The M.O.I. American Pageant» (2nd in a Series of Underground Oratorios)
1. America Drinks — 1:52
2. Status Back Baby — 2:54
3. Uncle Bernie’s Farm — 2:10
4. Son of Suzy Creamcheese — 1:34
5. Brown Shoes Don’t Make It — 7:30
6. America Drinks and Goes Home — 2:46

## Музыканты
- Фрэнк Заппа — гитара, дирижёр, вокал
- Джимми Карл Блэк — ударные, вокал
- Рэй Коллинз — вокал, тамбурин
- Рой Эстрада — бас-гитара, вокал
- Банк Гарднер — деревянные духовые музыкальные инструменты
- Билл Манди — ударные, перкуссия
- Дон Престон — клавишные
- Джим Филдер — гитара, пианино

Дополнительный персонал
- Дон Эллис — труба в песне «Brown Shoes Don’t Make It»
- Памела Зарубика — вокал
- Джон Ротелла — перкуссия